# Bath (Maine)
Bath település az Amerikai Egyesült Államok Maine államában, Sagadahoc megyében, melynek megyeszékhelye is. Lakosainak száma 8766 fő (2020. április 1.).

## Népesség
A település népességének változása:

| 2010 | 8 514 |
| 2020 | 8 766 |